# 336
336 је била преступна година.

## Догађаји
- Војни успеси цара Константина довели су до тога да је већи део Дакије поново пао под власт Римског царства.
- Прва забележена царинска тарифа је у употреби у Палмири.
- Папа Марко почиње да гради базилику Сан Марко; црква је посвећена Светом Марку.
- Арије, александријски свештеник, руши се на улици у Цариграду.
- Папа Марко умире у Риму, после 11-месечног епископства. Након њега неко време је римски трон остао упражњен.
- 18. јануар – Папа Марко је наследио папу Силвестра I као 34. римски епископ.
- 25. децембар – Забележена је прва прослава Божића.